# Louvemont
Louvemont ist eine französische Gemeinde mit 697 Einwohnern (Stand: 1. Januar 2022) im Département Haute-Marne in der Region Grand Est (vor 2016 Champagne-Ardenne). Sie gehört zum Arrondissement Saint-Dizier und ist Mitglied im Gemeindeverband Communauté d’agglomération du Grand Saint-Dizier, Der et Vallées. Die Bewohner werden Louvemontais und Louvemontaises genannt.
Die Gemeinde erhielt 2024 die Auszeichnung „Drei Blumen“, die vom Conseil national des villes et villages fleuris (CNVVF) im Rahmen des jährlichen Wettbewerbs der blumengeschmückten Städte und Dörfer verliehen wird.

## Geografie
Louvemont liegt etwa neun Kilometer südsüdwestlich des Stadtzentrums von Saint-Dizier. Umgeben wird Louvemont von den Nachbargemeinden Allichamps im Norden, Humbécourt im Norden und Nordosten, Attancourt im Osten und Südosten, Wassy im Süden und Südosten, Voillecomte im Süden und Südwesten, Frampas im Südwesten sowie Éclaron-Braucourt-Sainte-Livière im Westen und Nordwesten.

## Bevölkerungsentwicklung
| Jahr                       | 1962 | 1968 | 1975 | 1982 | 1990 | 1999 | 2006 | 2018 |
| -------------------------- | ---- | ---- | ---- | ---- | ---- | ---- | ---- | ---- |
| Einwohner                  | 662  | 616  | 555  | 670  | 737  | 742  | 779  | 699  |
| Quellen: Cassini und INSEE |      |      |      |      |      |      |      |      |

## Sehenswürdigkeiten

Kirche Saint-Sulpice

Ehemaliges Waschhaus

- Kirche Saint-Sulpice
- Feuerwehrmuseum
- Ehemaliges Waschhaus (Lavoir)